# Sars-le-Bois
Sars-le-Bois település Franciaországban, Pas-de-Calais megyében. Lakosainak száma 79 fő (2022. január 1.). Sars-le-Bois Maizières, Ambrines, Berlencourt-le-Cauroy, Denier és Magnicourt-sur-Canche községekkel határos.

## Népesség
A település népessége az elmúlt években az alábbi módon változott:
| Lakosok száma | 74   | 81   | 85   | 82   | 80   | 78   | 77   | 78   | 79   |
|               | 2013 | 2015 | 2016 | 2017 | 2018 | 2019 | 2020 | 2021 | 2022 |